# Elastica
Elastica est un groupe de Britpop et punk rock britannique, originaire de Londres, en Angleterre. Il est formé par deux ex-membres de Suede et dissous en 2001. Ils sortent leur premier album chez Geffen Records, Elastica en mars 1995. Durant quelques mois, les nombreux passages sur MTV pour les vidéos Connection et Stutter ont fait de l’album, et du groupe, des succès. Le principal succès de ce groupe est la chanson 2:1 qui se retrouve notamment sur la bande originale du film Trainspotting. Elastica se sépare en 2001.

## Biographie
En mi-1992, les anciens membres du groupe Suede Justine Frischmann et Justin Welch décident de former un groupe. En automne la même année, la bassiste Annie Holland et la guitariste Donna Matthews sont recrutées. Après s'être appelé Onk, le groupe prend le nom d'Elastica en octobre 1992. Elastica publie son premier single, Stutter, en octobre 1993, qui bénéficie d'une publicité de la part de Steve Lamacq, patron du label Deceptive Records, et de la BBC Radio 1, qui a découvert le groupe plus tôt dans l'année. En 1994, Elastica publie les singles à succès Line Up et Connection, puis joue dans différentes émissions de radio. Les relations de Frischmann's avec le chanteur Damon Albarn du groupe Blur mènent à des apparitions en couverture.
Le premier album d'Elastica, l'éponyme Elastica, est publié en mars 1995, et atteint la première place de l'UK Albums Chart ; il devient l'album le mieux vendu depuis Definitely Maybe du groupe Oasis. En matière de ventes, l'album détient le record pendant dix ans jusqu'à ce qu'il soit surpassé par le premier album d'Arctic Monkeys en 2006. L'album est précédé par un quatrième single, Waking Up, qui atteint la 13e place de l'UK Singles Chart.
Le groupe sera accusé et poursuivi pour plagiat. Particulièrement par le groupe de post-punk post-punk Wire (qu'Elastica compte comme ses influences) qui accuse le groupe d'avoir plagié leurs mélodies Wire, et The Stranglers. Notamment, I Am the Fly de Wire possède un morceau choral similaire à celui de Line Up d'Elastica,.
Après plusieurs concerts et quelques démos à la moitié de l'année 1996, Elastica entre en studio pour la fin de l'année afin d'enregistrer un nouvel album. À la fin 1998, Matthews quitte le groupe. Elle est remplacée par le guitariste Paul Jones et la claviériste Sharon Mew. Chipperfield est remplacé par Annie Holland. En hommage aux « années perdues » du groupe, un EP six titres est publié en 1999. Leur deuxième album, The Menace, est publié en avril 2000. Après le single The Bitch Don't Work en 2001, le groupe annonce sa séparation d'un commun accord.
Le 21 janvier 2017, une photo est postée sur la page Facebook officielle du groupe montrant Matthews, Holland et Welch - lors d'une visite aux Abbey Road Studios de Londres. Ils remasterisent leur premier album, Elastica, aux côtés de l'ingénieur-son Sean McGee. Frischmann y participe également. L'album est réédité en avril 2017 pour le Record Store Day.

## Membres

### Anciens membres
- Justine Frischmann - chant, guitare (1992–2001)
- Justin Welch - batterie (1992–2001)
- Donna Matthews - guitare (1992–1998)
- Annie Holland - basse (1992–1995, 1999–2001)
- David Bush - claviers (1996–2001)
- Paul Jones - guitare (1998–2001)
- Sharon Mew - claviers (1999–2001)
- Sheila Chipperfield - basse (1996–1998)

### Membres de tournée
- Abby Travis – basse (1995–1996)
- Damon Albarn – claviers (1995, 1999 ; crédité sous les noms de Dan Abnormal pour Elastica et Norman Balda pour The Menace)
- Antony Genn – claviers (1995–1996)

## Discographie
Albums :
- 1995 : Elastica
- 2000 : The Menace

Ep's :
- 1999 : 6 track EP